# Kostel Nanebevzetí Panny Marie (Ústí nad Orlicí)
Kostel Nanebevzetí Panny Marie v Ústí nad Orlicí je pozdně barokně-klasicistní stavba zbudovaná ve druhé polovině 18. století jakožto hlavní římskokatolický kostel ve městě. Stojí na vyvýšené plošině v centru města, nedaleko zdejšího hlavního Mírového náměstí. Kostel je od roku 1990 chráněn jako kulturní památka.

## Historie

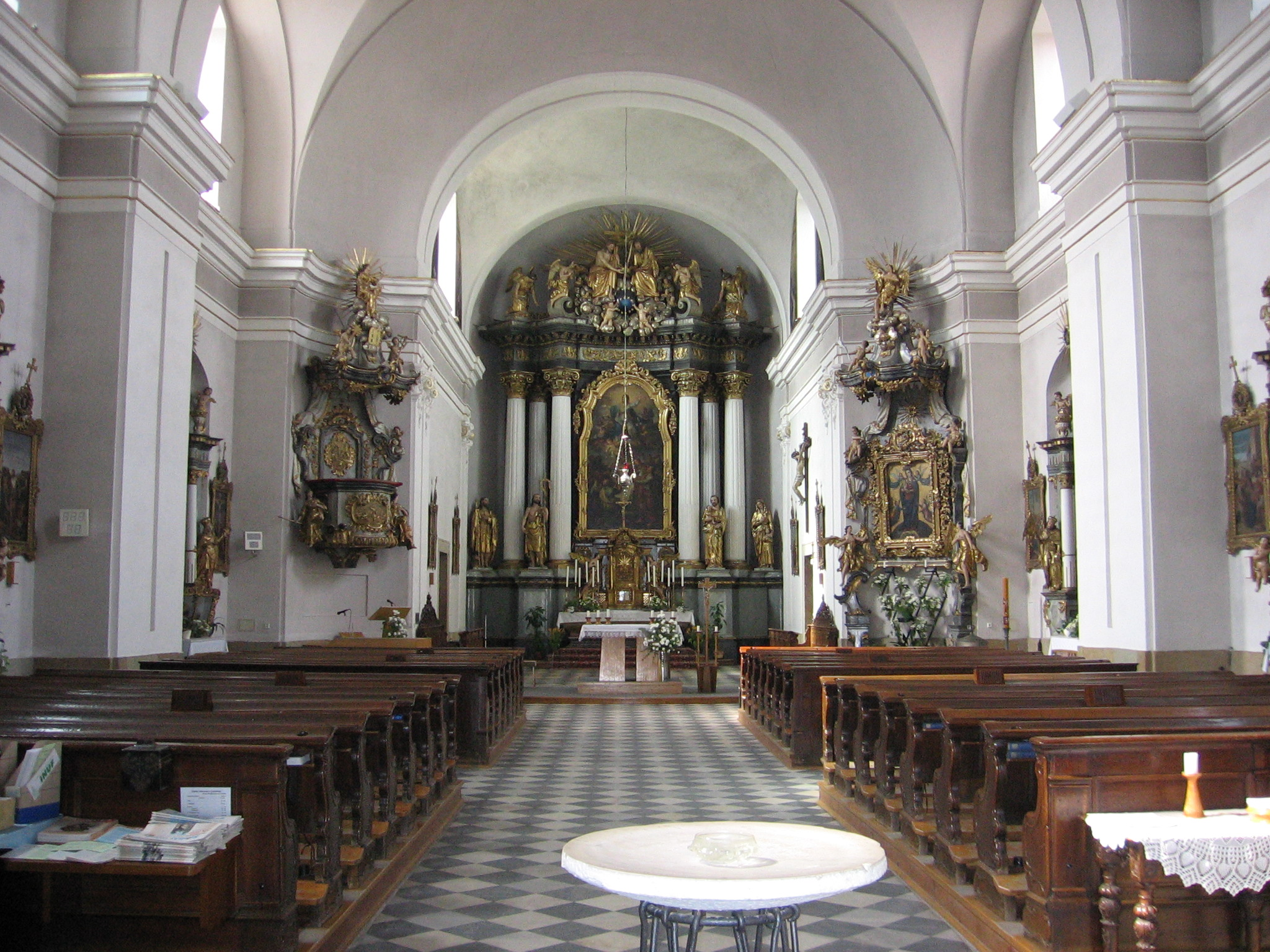
Interiér kostela

Jednolodní kostel vznikl na místě starší stavby sloužící jako hlavní obecní kostel již od počátků historie města ve druhé polovině 13. století na ploše návrší nedaleko centrálního městského náměstí. Okolo kostela postupně vznikl hlavní městský hřbitov. Vznik nového kostela byl iniciován tehdejším orlickoústeckým děkanem Janem Leopoldem Mosbenderem. Autorem návrhu stavby na stylovém rozhraní baroka a klasicismu byl stavitel Jakub Pánek. Dne 12. července 1770 byl položen základní kámen stavby, presbyterium a báň kostela byly dokončeny roku 1776. Autorem průčelí stavby byl žamberský stavitel Alexius Czyliak. Jeho součástí je kamenný znak rodu Lichtenštejnů, majitelů zdejšího panství.
Roku 1870 byla přistavěna tzv. Útěchová kaple podle plánů architekta Františka Schmoranze st. vytvořených roku 1865. Roku 1906 byla na východní straně přistavěna sakristie.
Hřbitov okolo kostela byl roku 1893 nahrazen novým městským hřbitovem na okraji města a posléze pak chátral. Na jeho místě byl roku 2018 otevřen meditační park. Průčelí kostela bylo roku 2020 rekonstruováno.

## Popis
Interiéru dominuje pozdně barokní hlavní oltář s centrálním obrazem výjevu Nanebevzetí Panny Marie z roku 1776 vytvořený Janem Dallingerem von Dallingen.
K areálu kostela přiléhá barokní budova děkanství, postavená již v letech 1742 až 1748.